# 會親
会亲也称为瞧亲，是中式婚禮的一個習俗，即新郎会见女方亲族的仪式，各地风俗不一，时间地点也不一样。
会亲一般在回门之后，一般在婚后十日，宋代时为一個月後。
古时交通不便，信息不灵，而由于亲家多为媒人介绍，所以很多人都是道听途说，并不知对方家境情况到底如何，所以需要知道亲家的更为确切的情况。新娘回门时一般都会把夫家的情况告之父母，新娘父母在会亲时也会做好相应的准备。通过会亲，两家加深了了解，联络了感情，为今后的来往打下了基础。